# Marione Ingram

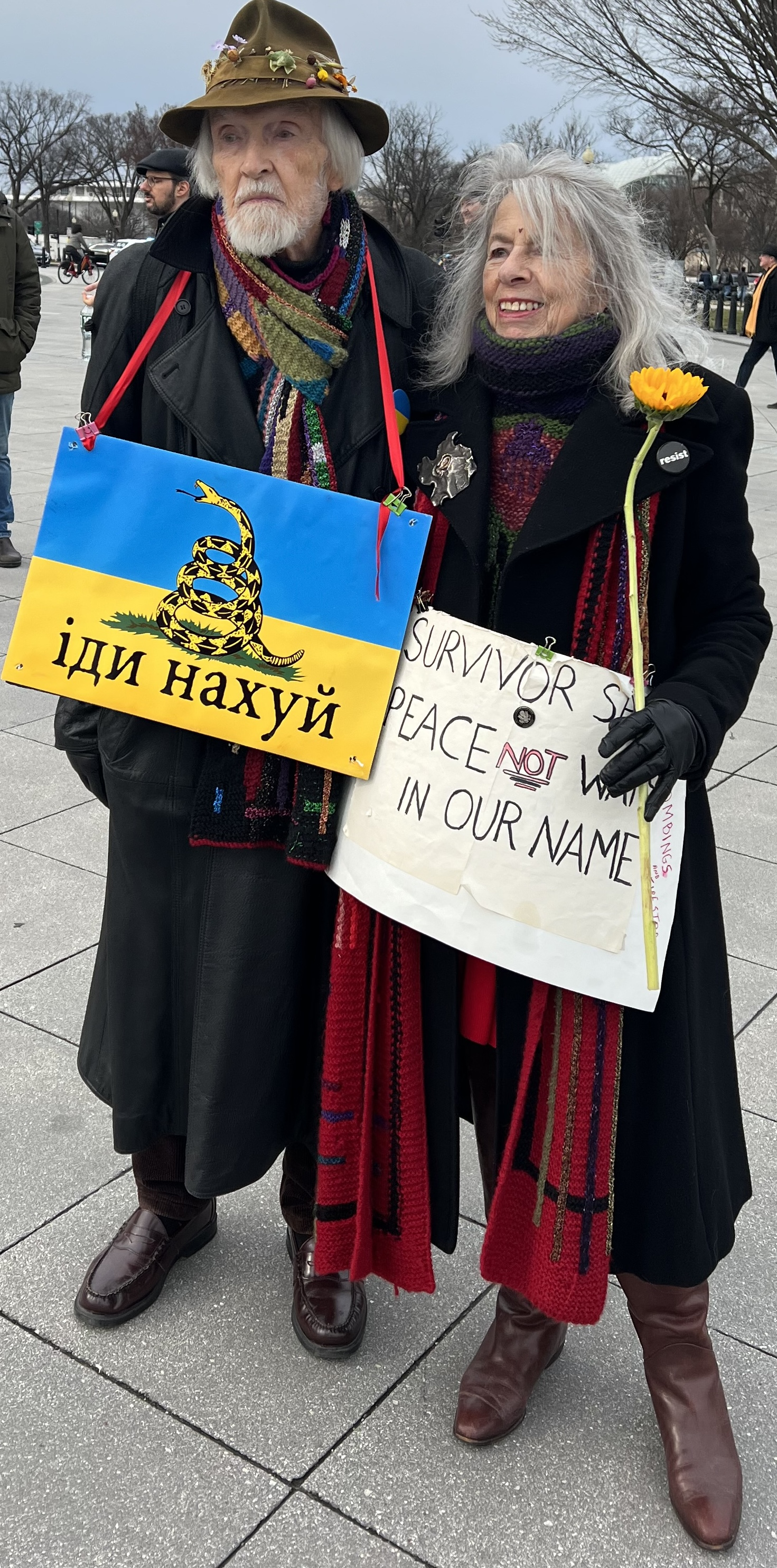
Marione und Daniel Ingram bei einem Pro-Ukraine-Protest

Marione Ingram (* 19. November 1935 in Hamburg  als Marione Oestreicher) ist eine deutsch-amerikanische Bürgerrechtsaktivistin, Holocaust-Überlebende und Autorin.

## Frühe Jahre
Ingram wurde in Hamburg geboren und wuchs dort auf. Ihre Mutter war jüdisch, während ihr Vater, Emil Oestreicher, es nicht war. Die beiden heirateten 1934, noch bevor solche Ehen durch die Nürnberger Gesetze verboten wurden. Dies ermöglichte es Ingram und ihren zwei Schwestern zunächst, den ersten Deportationen deutscher Juden zu entgehen.
Während des Zweiten Weltkriegs erlebte die junge Marione intensive Verfolgung und Diskriminierung. Ihre Großmutter mütterlicherseits, Rosa Stinger, wurde 1941 deportiert und ermordet. Viele weitere Verwandte ihrer Mutter wurden ebenfalls getötet.

## Überleben des Holocaust
Im Juli 1943 erhielt Ingrams Mutter die Nachricht, dass sie und ihre Töchter deportiert werden sollten. In einem verzweifelten Versuch, ihre Kinder zu retten, unternahm die Mutter einen Selbstmordversuch, der durch Mariones Eingreifen verhindert wurde. Die Bombardierung Hamburgs während der Operation Gomorrha wenige Tage später rettete Marione und ihre Mutter vor der Deportation. Während der Bombenangriffe durften sie aufgrund ihrer jüdischen Identität nicht in den Luftschutzbunkern Zuflucht suchen. Stattdessen überlebten sie in einem Bombenkrater.
Nach den Bombenangriffen versteckten sich Marione und ihre Mutter für eineinhalb Jahre bis zum Kriegsende. Ihr Vater und ihre beiden Schwestern überlebten den Krieg ebenfalls.

## Leben nach dem Krieg
Nach dem Krieg erlebte Marione weiterhin starken Antisemitismus in der deutschen Bevölkerung. Im Alter von 17 Jahren emigrierte sie 1952 mit ihrer Mutter in die Vereinigten Staaten.
In den USA engagierte sich Ingram in der Bürgerrechtsbewegung der 1950er und 1960er Jahre. Sie gründete eine „Freedom School“ in Mississippi und setzte sich gegen Rassismus und Diskriminierung ein, was sie Bedrohungen durch den Ku-Klux-Klan aussetzte.
Auch im hohen Alter von 88 Jahren bleibt Ingram politisch aktiv. Sie hat sich als Kritikerin der israelischen Politik im Gazastreifen positioniert und zieht Parallelen zwischen ihren Kindheitserfahrungen und der Situation palästinensischer Kinder in Gaza. Seit 2023 protestieren Marione Ingram und ihr Ehemann Daniel gegen den Krieg in Israel und Gaza seit 2023, indem sie vor dem Weißen Haus demonstrieren und einen Waffenstillstand fordern. Sie forderte öffentlich Präsident Joe Biden auf, die Unterstützung für Israel im „Völkermord“ einzustellen. In Reaktion auf ihre Aufrufe zu einem Waffenstillstand behauptete Ingram zu Beginn 2024, dass ihre Vorträge in Hamburg abgesagt worden seien. Im Juni 2024 war sie zu einer Lesung in der Eberthalle des Immanuel-Kant-Gymnasium (Hamburg).
Ingram setzt sich weiterhin für Frieden und gegen Diskriminierung ein. Sie betont oft: „Ich bin kein Opfer, ich bin eine Kämpferin!“ und appelliert an junge Menschen, sich für eine bessere Zukunft einzusetzen.

## Schriften
- The Hands of War. A Tale of Endurance and Hope, from a Survivor of the Holocaust. Skyhorse Publishing, New York City 2013, ISBN 978-1-62087-185-0.
  - Kriegskind. Eine jüdische Kindheit in Hamburg. 2., aktualisierte  Auflage. Dölling und Galitz Verlag, München, Hamburg 2023, ISBN 978-3-86218-173-5 (englisch: The Hands of War. New York City 2013. Übersetzt von Ulrike Sparr, eine Veröffentlichung des Instituts für die Geschichte der deutschen Juden. Nachwort zur deutschen Ausgabe: Beate Meyer).
- The Hands of Peace: A Holocaust Survivor's Fight for Civil Rights in the American Sout. Skyhorse Publishing, New York City 2015, ISBN 978-1-63220-851-4 (Mit einem Vorwort von Thelton Henderson).